# MX Aircraft MX2
MX Aircraft MX2 je enomotorno dvosedežno akrobatsko letalo ameriškega proizvajalca MX Aircraft. MX2 se med drugim uporablja na letalskem tekmovanju Red Bull Air Race World Championship.
MX2 je zasnovan na podlagi akrobatskega trenažerja Giles G-202. Prototip predelanega G-202 je prvič poletel maja 2002. MX2 je grajen iz karbonskih kompozitnih materialov. Ima nizko nameščeno kantilever krilo in fiksno pristajalno podvozje tipa tricikel. Krilca so nameščena na celotnem zadnjem robu krila. 
Poganja ga 260 konjski 6-valjni protibatni Lycoming IO-540.

## Tehnične specifikacije
- Posadka: 1 ali 2
- Dolžina: 21 ft 6 in (6,55 m)
- Razpon kril: 24 ft 0 in (7,32 m)
- Višina: 6 ft 0 in (1,83 m)
- Površina kril: 102 ft2 (9,48 m2)
- Prazna teža: 1287 lb (594 kg)
- Gros teža: 2150 lb (975 kg)
- Motorji: 1 × Lycoming IO-540 6-valjni bokser, 260 KM (194 kW)

- Maks. hitrost: 253 mph (407 km/h)
- Hitrost izgube vzgona: 67 mph (108 km/h)
- G-omejitve: ±12
- Hitrost nagibanja: 420°/s